# Лилли, Леонард
Леонард Лилли (англ. Leonard William Lilley; 1923—1993) — лётчик-ас ВВС США Корейской войны.

## Биография
Родился 24 октября 1923 года в городе Анкон, Панама.
В 1944 году окончил Военную академию США в Вест-Пойнте. Успел принять участие во Второй мировой войне.
Во время Корейской войны стал асом Военно-воздушных сил США; летал на F-86 Sabre, сбил в воздушных боях семь самолётов «МиГ-15».
Леонард Лилли вышел в отставку в 1967 году в звании полковника ВВС США. Жил в городе Алегзандрия, штат Виргиния.
Умер от рака 2 апреля 1993 года в госпитале Алегзандрии. Был похоронен на Арлингтонском национальном кладбище.

## Награды
Среди наград Леонарда Лилли имеются:
- Серебряная звезда (1952)
- Крест лётных заслуг (1952, дважды)
- Воздушная медаль
- Медаль Победы во Второй мировой войне
- Медаль «За службу в Корее»